# كوينتن توماس
كوينتن توماس (بالإنجليزية: Quentin Thomas)‏ هو سياسي بريطاني، ولد في 1944.